# معاهدة الحظر الشامل للتجارب النووية
معاهدة الحظر الشامل للتجارب النووية (بالإنجليزية: Comprehensive Test Ban Treaty) هي معاهدة دولية تحظر اختبار الأسلحة النووية أو كل باقي أنواع التفجيرات النووية سواء أكانت لأغراض سلمية أو عسكرية في أي محيط كان.
تبنت الجمعية العامة للأمم المتحدة هذه المعاهدة في 10 سبتمبر 1996، لكنها لم تدخل حيز التنفيذ حيث أن ثماني دول محددة لم تصدق على المعاهدة.
لتنفيذ هذا الهدف يجب على الدول 44 المعنيين «بالملحق 2» أن يصادقوا على المعاهدة، وفي تاريخ 6 فبراير 2012، وقعت فقط 41 دولة من مجموع 44 دولة معنية بالملحق الثاني وصادقت 36 فقط عليها، في حين لم توقع 3 دول ولم تصادق 8 دول من مجموع ال44 دولة.

## تاريخ
بدأت التوجه العالمي للسيطرة على الأسلحة النووية في عام 1945 بدعوة من كندا والمملكة المتحدة لعقد مؤتمر حول هذا الموضوع. في يونيو 1946 قدم برنارد باروخ (مبعوث الرئيس هاري ترومان) إلى لجنة الطاقة الذرية التابعة للأمم المتحدة ما سمي بـ (خطة باروخ)، والتي دعت إلى ضرورة وجود نظام دولي للتحكم في إنتاج الطاقة الذرية. هذه الخطة التي من شأنها أن تكون بمثابة أساس للسياسة النووية للولايات المتحدة في الخمسينيات من القرن الماضي لقيت معارضة من الاتحاد السوفيتي الذي رفضها باعتبارها حيلة أمريكية لتعزيز هيمنته النووية.
أجريت 499 تجربة نووية في الفترة الزمنية ما بين تجربة ترينيتي النووية في 16 يوليو 1945 وتوقيع معاهدة الحظر الجزئي للتجارب النووية في 5 أغسطس 1963، تسببت زيادة القلق العام بشأن الحجم والتداعيات النووية الناتجة عن التهاطل النووي تحت الماء والغلاف الجوي ولا سيما اختبارات الأسلحة النووية الحرارية القوية (مثل القنابل الهيدروجينية) بالكثير من الزخم لـ معاهدة الحظر الجزئي للتجارب النووية (التي أصبحت لاحقًا الأساس لمعاهدة الحظر الشامل للتجارب النووية).
جذب اختبار (قلعة برافو) تحديدًا الذي أُجري في 1 مارس 1954 اهتمامًا كبيرًا، إذ أدى التفجير إلى تداعيات انتشرت في مناطق مأهولة بالسكان وأصاب مجموعة من الصيادين اليابانيين.  بين عامي 1945 و 1963 أجرت الولايات المتحدة 215 اختبارًا جويًا، وأجرى الاتحاد السوفيتي 219 اختبارًا، وأجرت المملكة المتحدة 21 اختبارًا، وأجرت فرنسا ثلاثة.
في عام 1954 وعقب اختبار (قلعة برافو)، أطلق رئيس الوزراء الهندي جواهر لال نهرو أول نداء من أجل إنشاء اتفاقية لتجميد الاختبارات النووية، والتي سرعان ما لقيت صدى عند حزب العمال البريطاني. وفي عام 1955؛ اقترح الزعيم السوفيتي نيكيتا خروتشوف بدأت المفاوضات حول حظر شامل للاختبارات النووية، وشاركت في هذه المفاوضات بشكل أساسي الولايات المتحدة والمملكة المتحدة والاتحاد السوفيتي. كان أكثر المواضيع المقلقة طوال فترة المفاوضات والتي امتدت بشكل متقطع حتى يوليو 1963 هو كيفية إنشاء نظام للتحقق من الامتثال لحظر الاختبارات واكتشاف الاختبارات غير المشروعة.
على الجانب الغربي، كانت هناك مخاوف من أن الاتحاد السوفيتي سيكون قادرًا على التحايل على أي حظر للتجارب والقفز سرًا إلى الأمام في سباق التسلح النووي. ومما زاد من هذه المخاوف هو قيام الولايات المتحدة في 19 سبتمبر 1957 بسلسلة من التجارب النووية عرفت باسم عملية بلامبوب والتي كانت أول تجربة لسلاح نووي تحت الأرض. وعلى الرغم من أن الولايات المتحدة تتوفق بشكل كبير في قدراتها لإجراء اختبارات تحت الأرض، فقد كان هناك قلق من أن الاتحاد السوفيتي سيكون قادرًا على إجراء اختبارات سرية مماثلة تحت الأرض أثناء حظر الاختبارات النووية، إذ كانت التفجيرات تحت الأرض أكثر صعوبة في الكشف عنها من الاختبارات فوق الأرض.

الأنواع الأربعة للتجارب النووية:
1) جوية
2) تحت الارض
3) خارج الجو
4) تحت البحر

اعتبر الجانب السوفيتي طلب الإمتثال لعمليات تفتيش المواقع التي طالبت بها الولايات المتحدة والمملكة المتحدة أنها ترقى إلى مستوى أعمال التجسس. كان من الممكن للخلاف حول التحقق من إجراء اختبارات نووية سرية أن يؤدي إلى تخلي المفاوضين الأنجلو-أمريكيين والسوفيات عن الحظر الشامل للاختبارات (أي فرض حظر على جميع الاختبارات بما في ذلك الاختبارات السرية) لصالح حظر جزئي والذي من المقرر أن ينتهي في 25 يوليو 1963. وبموجب معاهدة الحظر الجزئي للتجارب النووية التي انضمت إليها 123 دولة بعد الأطراف الثلاثة الأصلية (الولايات المتحدة والمملكة المتحدة والاتحاد السوفيتي) فقد حُظرت التفجيرات لأغراض عسكرية ومدنية تحت الماء وفي الغلاف الجوي وفي الفضاء الخارجي.
تسببت معاهدة الحظر الجزئي للتجارب النووية في نتائج مختلفة، فقد أعقب سن المعاهدة انخفاض كبير في تركيز الجسيمات المشعة في الغلاف الجوي، ولكن من ناحية أخرى لم تتوقف عمليات انتشار الأسلحة النووية بالكامل (على الرغم من أنه ربما تكون قد تباطأت) واستمرت التجارب النووية بخطى سريعة. بالمقارنة مع 499 اختبارًا أجريت من عام 1945 وحتى توقيع المعاهدة، أجري 436 اختبارًا على مدى السنوات العشر التي أعقبت المعاهدة، علاوة على ذلك، استمرت الاختبارات الأمريكية والسوفيتية تحت الأرض في إطلاق الغاز المشع في الغلاف الجوي. وبالرغم من أن الاختبار تحت الأرض يعتبر بشكل عام أكثر أمانًا من الاختبار فوق الأرض، فقد كان هناك مخاوف من أن استمرار الاختبارات تحت الأرض قد يؤدي إلى زيادة المخاطر المتعلقة بتسريب النويدات المشعة بما في ذلك البلوتونيوم إلى الأرض. من عام 1964 حتى عام 1996 (العام الذي اعتمدت فيه معاهدة الحظر الشامل للتجارب النووية) أجري ما يقدر بـ 1,377 تجربة نووية تحت الأرض. أما آخر اختبار نووي ليس تحت الأرض (في الغلاف الجوي أو تحت الماء) فقد أجرته الصين في عام 1980.

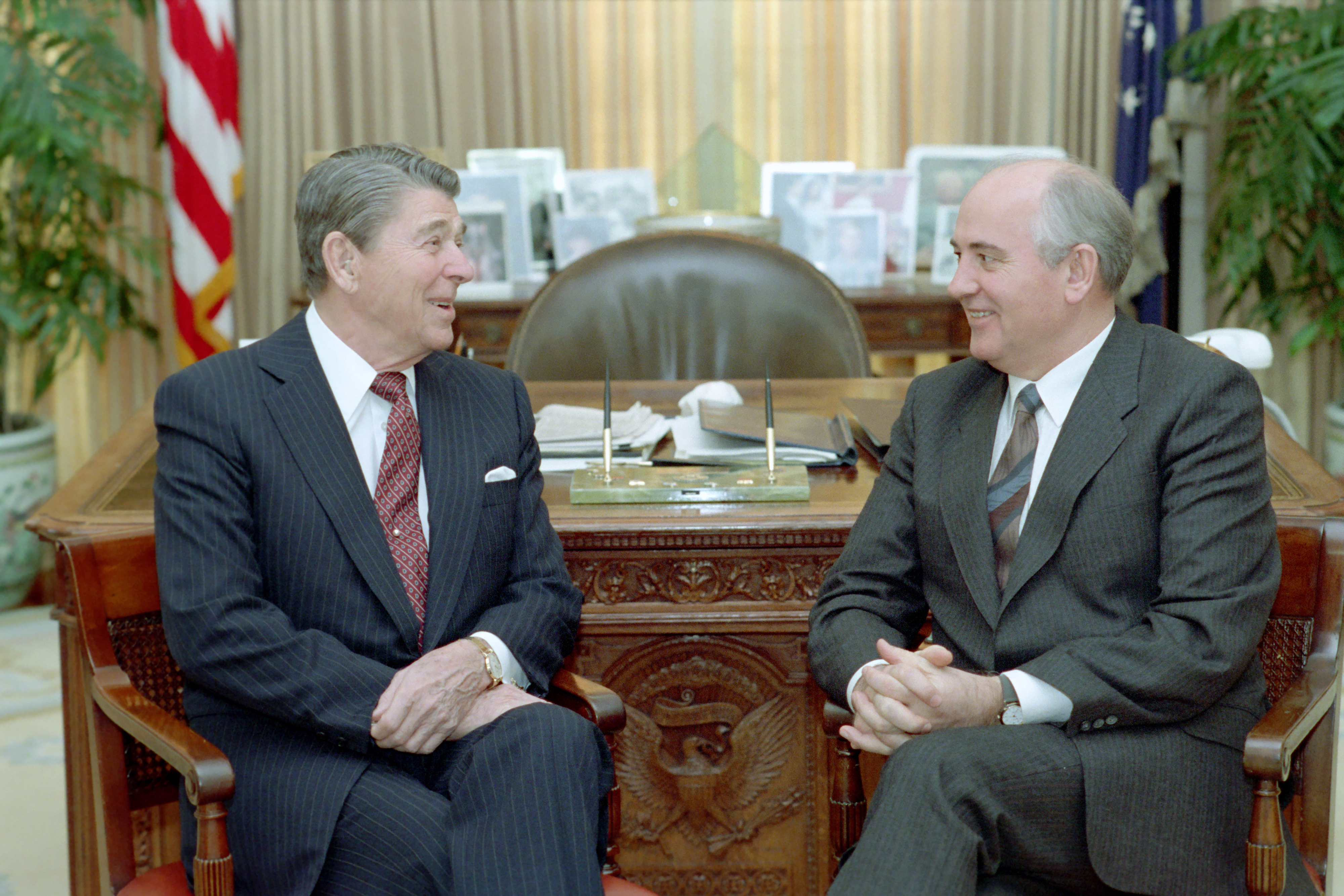
الرئيس الأمريكي ريغان والروسي جورباتشوف ، ديسمبر 1987

يُنظر إلى معاهدة الحظر الجزئي للتجارب النووية على أنها الاساس لمعاهدة الحد من انتشار الأسلحة النووية لعام 1968. بموجب معاهدة الحد من انتشار الأسلحة النووية، يحظر على الدول غير الحائزة للأسلحة النووية حيازة وتصنيع وامتلاك أسلحة نووية أو غيرها من الأجهزة المتفجرة النووية. جميع الدول الموقعة بما في ذلك الدول الحائزة للأسلحة النووية ملتزمة بهدف نزع السلاح النووي الكامل. ومع ذلك رفضت الهند وباكستان وإسرائيل التوقيع على معاهدة الحد من انتشار الأسلحة النووية على أساس أن مثل هذه المعاهدة تمييزية بشكل أساسي، لأنها تضع قيودًا على الدول التي لا تمتلك أسلحة نووية بينما لا تبذل أي جهود للحد من تطوير الأسلحة من قبل الدول المُعلن عنها أنها تمتلك أسلحة نووية.

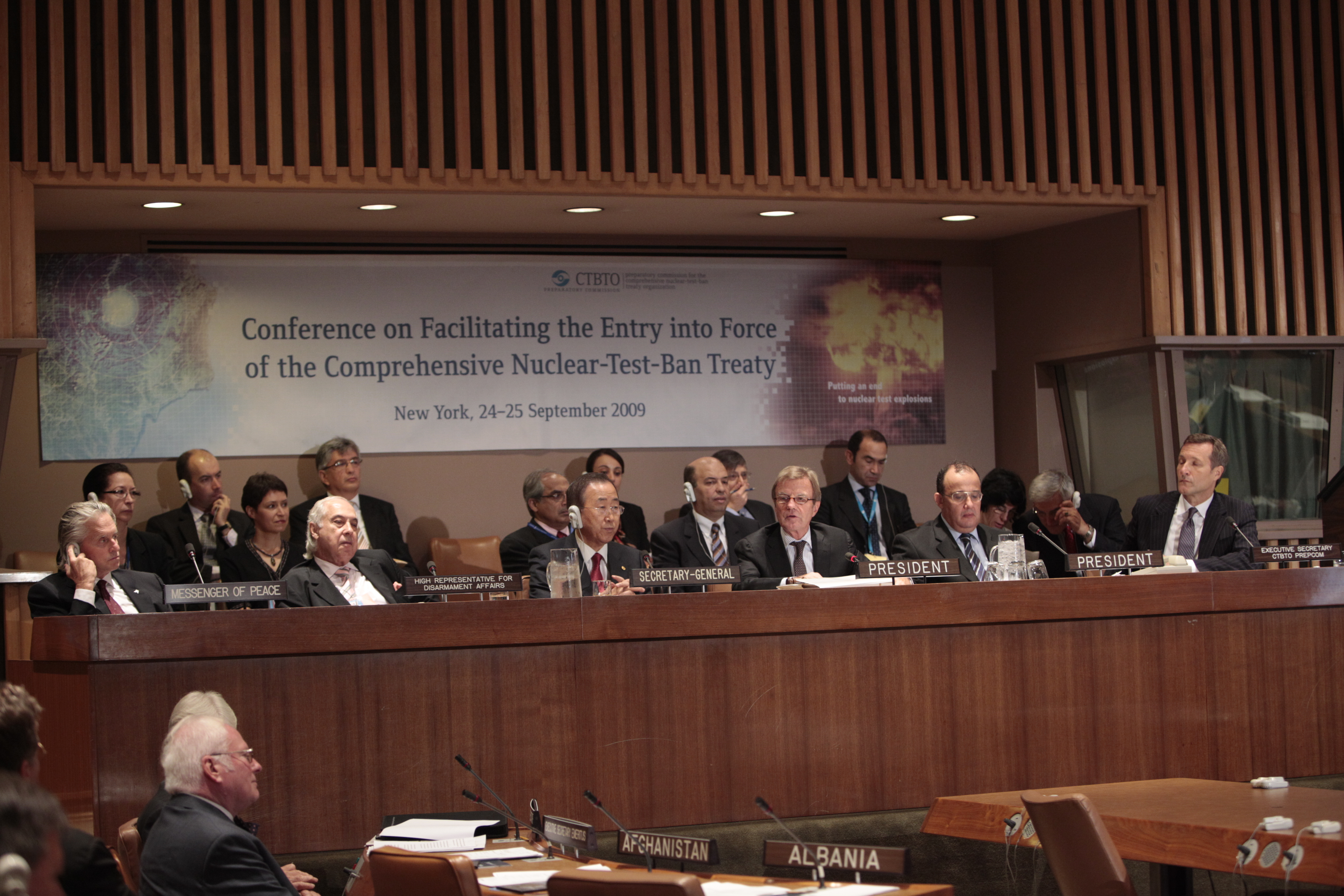
مؤتمر لتسهيل دخول معاهدة الحظر الشامل للتجارب النووية حيز التنفيذ. يظهر من اليسار إلى اليمين: مبعوث الأمم المتحدة للسلام مايكل دوغلاس ، والممثل السامي للأمم المتحدة لشؤون نزع السلاح سيرجيو دوارتي، والأمين العام للأمم المتحدة بان كي مون، ووزير خارجية فرنسا برنار كوشنير، ووزير خارجية المغرب الطيب الفاسي الفهري، والسكرتير التنفيذي لمنظمة معاهدة الحظر الشامل للتجارب النووية تيبور توث.

في عام 1974 تم اتخاذ خطوة نحو حظر التجارب الشامل من خلال معاهدة حظر بداية الاختبار، التي صادقت عليها الولايات المتحدة والاتحاد السوفيتي وحظرت الاختبارات تحت الأرض التي تزيد قوتها عن 150 كيلوطن. في أبريل 1976 توصل البلدان إلى اتفاق بشأن معاهدة الانفجارات النووية السلمية والتي تتعلق بالتفجيرات النووية خارج مواقع الأسلحة التي تمت مناقشتها في معاهدة حظر بداية الاختبار. وكما هو الحال في معاهدة حظر بداية الاختبار اتفقت الولايات المتحدة والاتحاد السوفيتي على حظر التفجيرات النووية السلمية في هذه المواقع الأخرى التي تزيد قوتها عن 150 كيلوطن، بالإضافة إلى الانفجارات الجماعية التي لها إجمالي قوة تفجير تزيد عن 1500 كيلوطن. وللتحقق من الامتثال لبنود المعاهدة، طلبت معاهدة الانفجارات النووية السلمية أن تعتمد الدول على الوسائل الفنية الوطنية للتحقق من حدوث الانفجارات النووية، ومشاركة المعلومات حولها، ومنح حق الوصول إلى الموقع إلى جميع الأطراف الأخرى. دخلت معاهدة حظر بداية الاختبار و معاهدة الانفجارات النووية السلمية حيز التنفيذ في 11 ديسمبر 1990.
في أكتوبر 1977، عادت الولايات المتحدة والمملكة المتحدة والاتحاد السوفيتي إلى المفاوضات حول حظر التجارب. حققت هذه القوى النووية الثلاث تقدمًا ملحوظًا في أواخر السبعينيات، حيث وافقت على شروط حظر جميع الاختبارات بما في ذلك الحظر المؤقت على الانفجارات النووية السلمية، لكن الخلافات المستمرة حول آليات الامتثال لبنود المعاهدة أدت إلى إنهاء المفاوضات قبل تنصيب رونالد ريغان كرئيس في 1981. في عام 1985 أعلن الزعيم السوفيتي ميخائيل جورباتشوف وقف الاختبار من جانب واحد، وفي ديسمبر 1986 أعاد ريغان تأكيد التزام الولايات المتحدة بالسعي لتحقيق الهدف طويل المدى المتمثل في حظر شامل للاختبارات. في نوفمبر 1987 استؤنفت المفاوضات بشأن حظر الاختبار، تلاها في ديسمبر 1987 برنامج أمريكي-سوفيتي مشترك لإجراء أبحاث للكشف عن الاختبارات النووية تحت الأرض.

## الأحكام الرئيسية
تنص المادة الأولى من معاهدة الحظر الشامل للتجارب النووية على ما يلي:
1. تتعهد كل دولة طرف بعدم إجراء أي تفجير من تفجيرات تجارب الأسلحة النووية أو أي تفجير نووي آخر، وبحظر ومنع أي تفجير نووي من هذا القبيل في أي مكان يخضع لولايتها أو سيطرتها.
2. تتعهد كل دولة طرف، علاوة على ذلك، بالامتناع عن التسبب في إجراء أي تفجير من تفجيرات تجارب الأسلحة النووية أو أي تفجير نووي آخر، أو التشجيع عليه أو المشاركة فيه بأي طريقة كانت.

منظمة الحظر الشامل للتجارب النووية أنشأت لتسهر على تنفيذ هذه المعاهدة وإحترام بنودها، وتعتمد في هذا على ألات قياس الزلازل لمعرفة إمكانية وجود تجارب نووية وتعمل في جميع أنحاء العالم بنفس الطريقة.

## الانضمام
الدول ال44 المعنية بالملحق الثاني هي الدول التي تم اعتبارها عند المفاوضات حول المعاهدة، حائزة على منشآت وتكونولوجيات تخول لها إمكانية تنفيذ برامج نووية ذات طابع عسكري. 

و الدول ال44 المعنية بالملحق الثاني مسؤولة عن دخول الإتفاقية حيز التنفيذ 

في تاريخ 8 فبراير 2013 احتوت هذه المعاهدة:
- 196 دولة عضو
  - 183 دولة وقعت على المعاهدة
  - 159 دولة صادقت عليها
  - 13 دولة لم يوقعوا على المعاهدة
  - 37 دولة لم تصادق عليها
- أخر دولة وقعت كانت نييوي في 9 أبريل 2012
- أخر دولة صادقت عليها كانت تشاد في 8 فبراير 2013

الملحق الأول من المعاهدة يعنى ب196 دولة يمكنها أن توقع وتصادق على المعاهدة بينها 192 دولة أعضاء في الأمم المتحدة إلى جانب جزر كوك ونيفيس والكرسي الرسولي ونييوي.

و الملحق الثاني من المعاهدة يعنى فقط بالدول ال44 التي شاركت في المفاوضات سنة 1996 والمشاركة في مؤتمر نزع السلاح و أخيرا التي لها مفاعلات نووية. 

الدول الخمس التي تحت معنية بالملحق الثاني وقد وقعوا على المعاهدة ولكنهم لم يصادقوا عليها :
- 1)  الصين
- 2)  مصر
- 3)  الولايات المتحدة
- 4)  إيران
- 5)  إسرائيل

و الدول الثلاثة الموجودة تحت معنية بالملحق الثاني ولكنها لم توقع ولم تصادق :
- كوريا الشمالية
- الهند
- باكستان

## مقالات ذات صلة
- معاهدة حظر التجارب النووية
- معاهدة الحد من انتشار الأسلحة النووية